# The Old Guard
The Old Guard (bra: The Old Guard; prt: A Velha Guarda) é um filme de ação e ficção científica de super-heróis americano de 2020 dirigido por Gina Prince-Bythewood e escrito por Greg Rucka, baseado na série  de histórias em quadrinhos de mesmo nome de Greg Rucka e ilustrado por Leandro Fernández. O filme é estrelado por Charlize Theron, KiKi Layne, Matthias Schoenaerts, Marwan Kenzari, Luca Marinelli e Chiwetel Ejiofor, e mostra a narrativa de uma equipe de mercenários imortais com a missão de recrutar uma nova integrante e proteger seu segredo sobre a imortalidade. Foi lançado em 10 de julho de 2020, na Netflix.  Recebeu críticas geralmente positivas dos críticos, com elogios pelas seqüências de ação.

## Enredo
Andrômaca ("Andy") de Scythia, Booker, Joe e Nicky são guerreiros imortais de séculos antigos, com habilidades de cura regenerativa que usam sua vasta experiência para ajudar as pessoas. O ex-agente da CIA Copley os contrata ostensivamente para resgatar um grupo de crianças sequestradas no Sudão do Sul. Durante a missão, no entanto, eles são emboscados por um esquadrão de soldados. Depois de curar suas feridas e matar seus atacantes, eles encontram equipamentos de gravação e percebem que Copley armou uma emboscada para expor sua aparente imortalidade.
Enquanto isso, no Afeganistão, a fuzileira naval norte-americana Nile Freeman corta a garganta ao derrubar um alvo militar e acaba morrendo, mas se recupera sem nenhum arranhão. Logo depois, ela compartilha um sonho perturbador com os outros imortais, que são alertados sobre sua existência. Apesar do cansaço da equipe no mundo, Andy rastreia e resgata Freeman antes que os militares possam sequestrá-la para testes.
Copley mostra o vídeo da emboscada para o executivo farmacêutico Steven Merrick, que envia agentes para capturar a equipe e aprender os segredos de suas habilidades. Andy leva Nile para a França, onde Nile conhece o resto de sua equipe. Ela é informada sobre Quynh, a primeira amiga imortal de Andy, que há séculos foi capturada por padres e jogada no mar em um caixão de ferro ao ser acusada por bruxaria, e está se afogando continuamente há mais de 500 anos. O grupo também revela que eles não são realmente imortais: sua capacidade de curar acaba e para sem aviso prévio.
O grupo é emboscado pelas forças de Merrick; Joe e Nicky são capturados, enquanto Booker pesadamente ferido é deixado para trás como isca para Andy. Andy, em vez disso, mata seus agressores, mas logo depois descobre que ela perdeu sua imortalidade, pois os ferimentos que sofreu na luta não foram curados. Booker localiza Copley, mas Nile se recusa a se juntar a eles para ir atrás dele, incapaz de aceitar seu destino de sobreviver sem seus amigos e familiares.
Andy e Booker confrontam Copley, mas Booker atira em Andy quando mais agentes de Merrick se aproximam. Booker defende sua traição, argumentando que Merrick pode encontrar uma maneira de acabar com sua imortalidade. Ele percebe com horror que Andy não está se recuperando quando eles são capturados. Copley muda de ideia quando vê que Merrick está disposto a torturar indefinidamente os imortais para estudá-los. Nile, tendo percebido que Booker iria trair o grupo, chega tarde demais para intervir, mas ela convence Copley a ajudá-la em uma missão de resgate.
Copley e Nile atacam o escritório de Merrick em Londres. Nile aconselha Copley a voltar, porque é muito perigoso para ele. Depois que o resto dos imortais são libertados, eles lutam contra o resto da segurança de Merrick, matando o próprio Merrick.
Como punição por sua traição, Andy proíbe Booker de contatar o resto deles por 100 anos. O resto do grupo se encontra com Copley, que revela como ele os havia rastreado, pois suas missões passadas tiveram um efeito maior do que eles jamais conheceram, com os descendentes de pessoas que eles resgataram ao longo da história decidiram ajudar o mundo. Com fé renovada em sua missão, o grupo encarrega Copley de manter em segredo sua existência. Seis meses depois, em Paris, Booker bêbado fica surpreso ao encontrar Quynh em seu apartamento.

## Elenco
- Charlize Theron como Andy / Andrômaca de Scythia
- KiKi Layne como Nile Freeman, ex-fuzileira naval dos EUA que serviu no Afeganistão
- Matthias Schoenaerts como Booker / Sebastian Le Livre, uma vez um soldado francês que lutou com Napoleão Bonaparte
- Marwan Kenzari como Joe / Yusuf Al-Kaysani, um guerreiro muçulmano magrebi que havia participado das Cruzadas, bem como o amante de Nicky
- Luca Marinelli como Nicky / Nicolò di Genova, um ex-cruzador. Ele e Joe começaram como inimigos, mas se tornaram amantes depois de descobrir sua imortalidade
- Chiwetel Ejiofor como James Copley, ex-agente da CIA que lamenta a perda de sua esposa pela ALS
- Harry Melling como Steven Merrick, CEO ganancioso de um império farmacêutico
- Van Veronica Ngo como Quynh
- Anamaria Marinca como Dr. Meta Kozak
- Joey Ansah como Keane

## Banda Desenhada
A primeira minissérie de banda desenhada de The Old Guard, na qual o filme se baseou, foi publicada pela Image Comics entre 22 de fevereiro e 21 de junho de 2017, sendo constituída por cinco números. Seguiram-se duas minisséries, The Old Guard:  Force Multiplied (2019-2020) e The Old Guard: Tales Through Time (2021).

### Publicação em Portugal
Em Portugal, a primeira minissérie foi publicada em livro com o título A Velha Guarda vol. 1: Abrir Fogo (The Old Guard vol. 1: Opening Fire, na compilação norte-americana) pela editora G. Floy, em 2020.

## Produção
Em março de 2017, a Skydance Media adquiriu os direitos de adaptar o filme The Old Guard, escrito por Greg Rucka e ilustrado por Leandro Fernandez, em um filme. Em julho de 2018, eles contrataram Gina Prince-Bythewood para dirigir com Rucka para adaptar esta história em quadrinhos ao roteiro e à produção de David Ellison, da Skydance, Dana Goldberg e Don Granger . Com um orçamento de cerca de US $ 70 milhões, Prince-Bythewood se tornou a primeira mulher negra a dirigir um filme de quadrinhos de grande orçamento.  Em março de 2019, a Netflix adquiriu os direitos mundiais do filme e concordou em financiá-lo com a Skydance. Charlize Theron se juntou ao filme e também produziu com Beth Kono, AJ Dix, Marc Evans e David Ellison, da Skydance, Dana Goldberg e Don Granger.

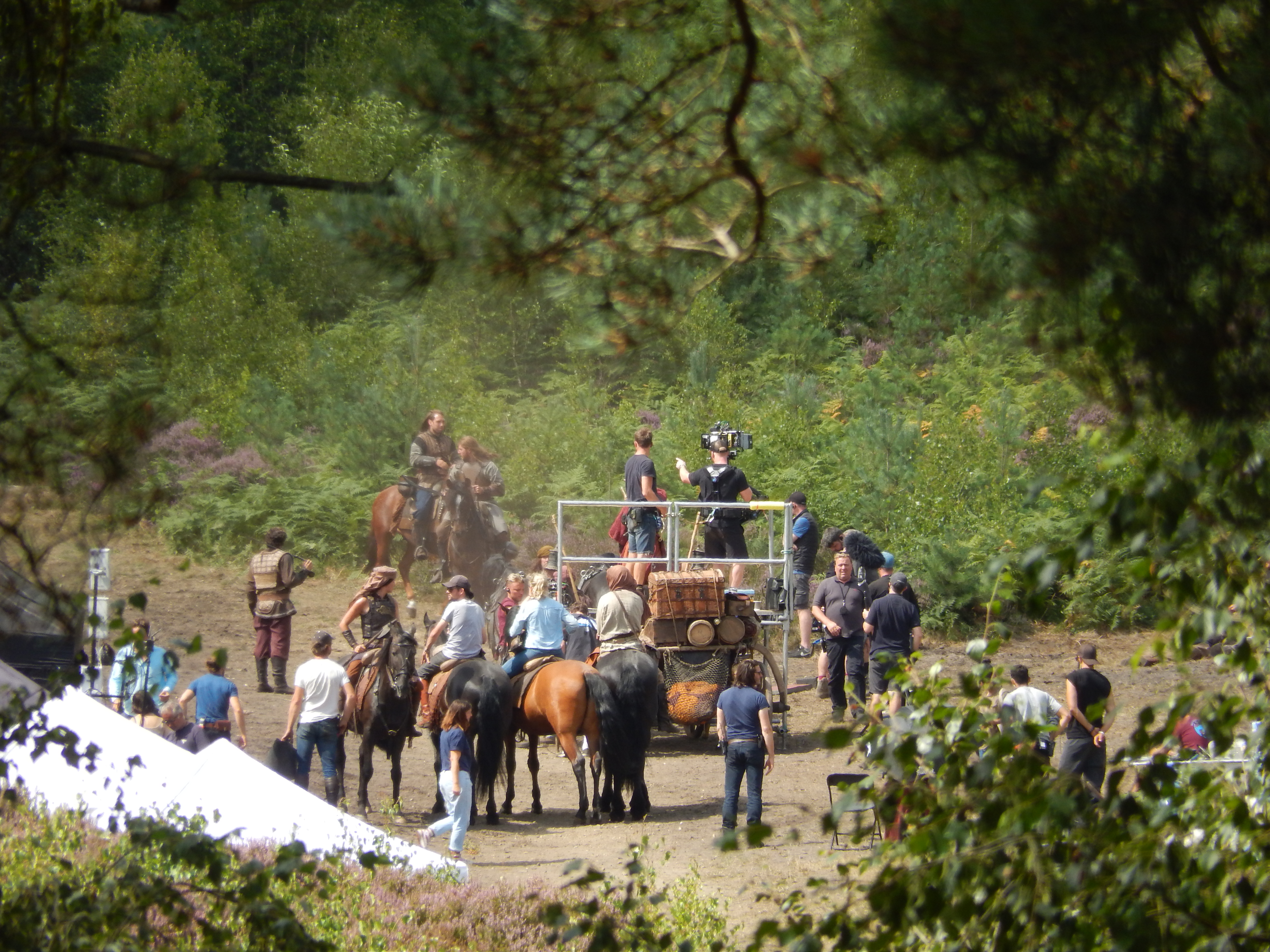
Filmagens em Bourne Wood em Surrey durante agosto de 2019

A fotografia principal do filme começou na Europa em meados de maio de 2019. As filmagens ocorreram em Marrocos, no Reino Unido e no Shepperton Studios, na Inglaterra.
Dustin O'Halloran e Hauschka se uniram para compor a trilha sonora do filme. A Lakeshore Records lançou a trilha sonora em 10 de julho de 2020, coincidindo com o lançamento do filme.

## Recepção
Kate Erbland, da IndieWire, deu ao filme um "B +" e disse: "Mergulhado em ação corpo a corpo ... mas com poder de fogo balístico suficiente para desencadear uma pequena guerra civil, cada sequência de ação é mais do que inspiradora; eles é necessário para o próprio filme. Batalhas de super-heróis que são surpreendentes e motivadas narrativamente? Ah, sim. "  Owen Gleiberman, da Variety, chamou o filme de "aspirante a franquia assistível" e escreveu: "Pedaços da imagem são lógicos e fórmulas (duram duas horas), mas a diretora, Gina Prince-Bythewood (fazendo uma grande mudança de faixa após Love & Basketball e A Vida Secreta das Abelhas ), encena as cenas de luta com uma maturidade executiva madura, e ela mostra uma certa qualidade de alma em seu elenco ".